# 李翼 (三國)
李翼（200年代—254年），字國祐，馮翊東縣（今陝西大荔）人，在曹魏官至兗州刺史。曹魏衛尉李義之子，中書令李豐之弟。

## 生平
李豐暗地命令當時擔任兗州刺史的李翼請求入朝，想使他率兵進來，合力起事推翻司馬師。李翼請求朝見，卻沒被批准。
嘉平六年（254年）二月，李豐等人謀反的計劃敗露，司馬師令人將李翼收監，李翼的後妻是散騎常侍荀廙的姐姐，荀氏對李翼説：“中書事發，可及書未至赴吳，何為坐取死亡！左右可共同赴水火者誰？”李翼思索沒有回答，荀氏説：“君在大州，不知可與同死生者，去亦不免。”李翼説：“二兒小，吾不去。今但從坐，身死，二兒必免。”後來果如李翼所言。

## 家庭

### 父親
- 李育昇，曹魏衛尉

### 兄弟
- 李豐，曹魏中書令
- 李偉，曹魏扶風、新平太守

### 配偶
- 楊氏，楊駿姊妹[2]
- 荀氏，荀廙姐姐

### 子女
- 子李斌，西晉河南尹，惠帝初與舅父楊駿一同被處死。[2]